# وارنر أولاند
وارنر أولاند هو ممثل سويدي وأمريكي، ولد في 3 أكتوبر 1879 في السويد، وتوفي في 6 أغسطس 1938 بستوكهولم في السويد بسبب ذات الرئة.

## أعمال

### أفلام
- (1927) مغني الجاز[3][4]
- (1932) قطار شنغهاي

## وصلات خارجية
- وارنر أولاند على موقع IMDb (الإنجليزية)
- وارنر أولاند على موقع الموسوعة البريطانية (الإنجليزية)
- وارنر أولاند على موقع روتن توميتوز (الإنجليزية)
- وارنر أولاند على موقع ألو سيني (الفرنسية)
- وارنر أولاند على موقع أول موفي (الإنجليزية)
- وارنر أولاند على موقع قاعدة بيانات برودواي على الإنترنت (الإنجليزية)
- وارنر أولاند على موقع قاعدة بيانات برودواي على الإنترنت (الإنجليزية)
- وارنر أولاند على موقع قاعدة بيانات الأفلام السويدية (السويدية)
- وارنر أولاند على موقع إن إن دي بي (الإنجليزية)
- وارنر أولاند على موقع قاعدة بيانات الفيلم (الإنجليزية)